# Jornada de trabalho
No direito do trabalho, jornada de trabalho ou expediente é o período diário durante o qual o trabalhador está à disposição do empregador.
Com a revolução industrial veio um aumento do tempo de trabalho durante o ano, entre outros fatores pela iluminação artificial e o êxodo rural. Nos Estados Unidos, a jornada média era de 70 horas semanais ao fim do século XVIII, de 60 horas ao fim do século XIX, e de 50 horas no início do século XX. Em 1926, a Ford e outras empresas adotavam uma jornada de 40 horas. Em 1938, o presidente Franklin Roosevelt sancionou uma lei estipulando uma jornada máxima de 40 horas, sendo a média à época de 42 a 27 horas de acordo com o setor. No século XXI, na França a jornada é de 35 horas. No Brasil, a jornada de trabalho é regulamentada na constituição de 88 e pela CLT, sendo o limite normal 8 horas diárias, correspondentes a 44 horas semanais.

## História

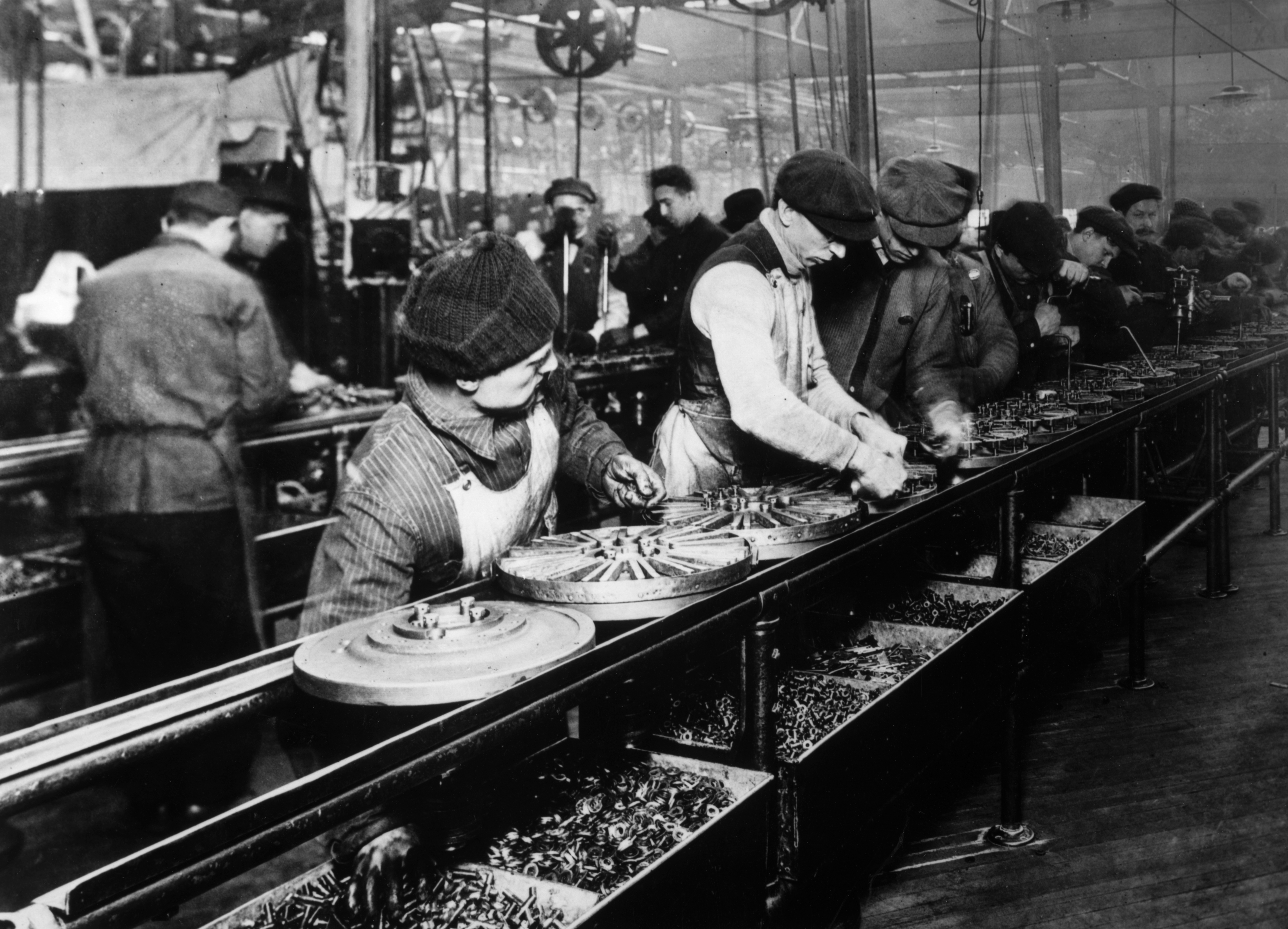
Linha de produção da Ford em 1913

A revolução industrial possibilitou que um segmento maior da população trabalhasse durante o ano todo, porque essa mão-de-obra não estava vinculada à estação e a iluminação [artificial] permitia trabalhar mais por dia. Os camponeses e camponeses mudaram-se das áreas rurais para trabalhar em fábricas urbanas e o tempo de trabalho durante o ano aumentou significativamente.
Em 1800, trabalhadores dos Estados Unidos tinham uma jornada de trabalho de 70 horas semanais ou mais. Até 1890 a jornada média havia sido reduzida para 60 horas, e em 1919 para 50 horas. Em 1926, trabalhadores da Ford tiveram sua jornada reduzida para 40 horas, o que foi seguido por outras indústrias. Em 1938, o então presidente dos EUA Franklin Roosevelt sancionou a Fair Labor Standards Act, lei que estipulava uma jornada de trabalho máxima de 40 horas semanais – à época, a média já estava entre 42 e 27 horas, dependendo do setor.
Após fim da Segunda Guerra Mundial o limite da jornada de trabalho também foi proclamada na Declaração Universal dos Direitos Humanos e Pacto Internacional dos Direitos Econômicos, Sociais e Culturais.
Na França, em 2000, o jornada de trabalho foi reduzida de 35 horas, sendo possíveis horas adicionais com adicional de hora extra. Nos Estados Unidos de acordo com o Bureau of Labor Statistics [en], o horário médio do setor privado não agrícola era de 34,5 horas por semana em fevereiro de 2023, oscilando das 25,5 do sector de lazer e entretenimento às 45,7 do setor mineiro e madeireiro.

## No Brasil
Desde o Brasil Império os trabalhadores reivindicavam uma jornada de trabalho de oito horas. Com a Proclamação da República do Brasil as demandas ganharam um engajamento social por todo o território nacional.
Em 1889 a Segunda Internacional havia definido o 1 de maio como Dia do Trabalhador para exatamente pleitear a jornada de oito horas. Um ano depois, em maio de 1890, os estatutos da Liga Operária de Pernambuco tinham dentre as metas a jornada de trabalho de oito horas diárias. Grupos organizados de trabalhadores em outros estados como Bahia, Ceará, Rio de Janeiro também apresentaram suas demandas em congressos e na celebração de primeiro de maio.
O Governo Deodoro da Fonseca, pelo decreto nº 313, de 1891, impedia que menores de idade trabalhassem por mais de nove horas, mas tinha incidência somente no Distrito Federal - à época, o Rio de Janeiro.
A jornada de trabalho de oito horas diárias para o comércio foi instituída no Brasil pelo Decreto 21.186, em 22 de março de 1932 e para a indústria em 4 de maio de 1932 por Getúlio Vargas.
O processo de proteção à jornada de trabalho seria reforçado em 1943, a partir da Consolidação das Leis do Trabalho (CLT), criando o teto de duas horas extras diárias e os 30 dias de férias. A Lei 605/1949 traria outro avanço, com o descanso semanal remunerado. A Constituição de 1988, por seu turno, estabeleceu o limite semanal de 44 horas de trabalho. Recentemente, a reforma trabalhista de 2017 trouxe modificações significativas ao modo como é contado o tempo de trabalhadores e trabalhadoras, abrindo margem para que convenções e acordos coletivos modifiquem a jornada de trabalho e estabelecendo critérios para a chamada jornada parcial.

### Regime vigente
No Brasil, a jornada de trabalho é regulamentada pelo artigo 7º XIII da Constituição Federal e pelo artigo 58 da Consolidação das Leis do Trabalho, não podendo ultrapassar 8 horas diárias (salvo exceção que veremos adiante):
| “ | Artigo 4º: considera-se como tempo de serviço efetivo o período em que o empregado esteja à disposição do empregador, aguardando ou executando suas ordens, salvo disposição especial expressamente consignada. | ” |

É, também, considerada como jornada, o período em que o empregado está à disposição do empregador, mesmo que em sua residência (conforme veremos a seguir).
Não é computada, na jornada de trabalho, o período de repouso e refeição (artigo 71 §2º da Consolidação das Leis do Trabalho) e o tempo despendido pelo empregado até o local de trabalho, salvo se este for local de difícil acesso ou não servido por transporte público e o empregador fornecer a condução.
A doutrina distingue "jornada de trabalho" e "horário de trabalho". Aquela é o tempo em que o empregado esteja à disposição de seu empregador aguardando ou executando ordens. Este inclui o intervalo intrajornada para repouso e alimentação. Portanto, o horário representa os marcos de início e fim de um dia de trabalho, mas, na jornada, só se computa o efetivo tempo de trabalho.

#### Regime de tempo parcial
Considera-se jornada de trabalho no regime de tempo parcial a jornada semanal que não ultrapasse 30 horas (artigo 58-A), sendo vedada a prestação de horas extras (artigo 59 §4º). O salário pago aos empregados que trabalham em regime de tempo parcial deve ser proporcional ao salário dos empregados que trabalham em regime de tempo integral (artigo 58-A §1º).
Ademais, as férias a que tem direito o trabalhador nesse regime seguem regra diferenciada de acordo com o que preveem a Consolidação das Leis do Trabalho (artigo 130-A) e a medida provisória 2 164/2001. O décimo terceiro salário desse regime é proporcional às horas trabalhadas e às vantagens percebidas pelo profissional, considerando-se, para efeito de pagamento, a sua remuneração mais alta, em caso de mudança de horas prestadas por semana.

#### Jornada em turnos ininterruptos
Turno ininterrupto de trabalho é aquele que o empregado, durante determinado período, trabalha em constante revezamento. O que caracteriza o turno não é o trabalho contínuo em um dia, mas sim o constante revezamento de horário do empregado. Portanto, um empregado que esteja a cada turno em horário diferente, com enorme desgaste para sua saúde.
Para estes casos, muito usado em empresas que tenham atividades que necessite de operações nas 24 horas do dia, como por exemplo caldeiras, fornos de queima e forno de fundição, a Constituição Federal limitou a jornada em, no máximo, 6 horas por dia (artigo 7º XIV), salvo negociação coletiva, ou seja, alteração do horário com a interferência do sindicato da categoria do empregado.

#### Horasin itinere
Nos locais de difícil acesso ou não servidos por serviço público de transporte, o tempo da condução fornecida pelo empregador já é considerado como jornada de trabalho. Ocorre nos casos onde o local de trabalho é afastado das cidades. Por exemplo: minerações, limpeza e manutenção de estradas etc.

#### Extensão das 8 horas diárias
A duração normal do trabalho pode ser acrescida de, no máximo 2 horas, desde que previamente acordado por escrito com empregado ou mediante acordo coletivo (artigo 59 da Consolidação das Leis do Trabalho), esta extensão da jornada é também chamada de horas extras.
Este acréscimo de jornada deve ser remunerada em, no mínimo 50% em relação ao horário normal.

#### Banco de horas
Desde que firmado acordo coletivo de trabalho, podem as horas extras serem dispensadas do pagamento adicional se compensadas pelo período correspondente em outro dia, e desde que não ultrapasse o período de 1 ano.
É o chamado "banco de horas", onde o empregado trabalha algumas horas a mais e folga o período correspondente.
O banco de horas não pode ultrapassar a duração de uma semana de trabalho, e nem pode o empregado trabalhar mais que 10 horas diárias.
No caso de rescisão do contrato de trabalho, havendo saldo positivo de banco de horas não compensadas, estas horas devem ser pagas com o adicional de, no mínimo 50% sobre o salário no mês da rescisão. Havendo saldo negativo a empresa não pode descontar as horas faltantes por falta de dispositivo legal.

#### Horas de sobreaviso
É o período que o empregado, mesmo que fora do local de trabalho, fica avisado previamente que a qualquer momento pode ser chamado para algum trabalho, por exemplo como ocorre com os eletricistas. Estas horas de sobreaviso não integram o adicional de periculosidade, por não estar sujeito a condições de perigo.
A remuneração, neste período, deve ser de, no mínimo, 1/3 do período normal de trabalho.
Não caracteriza-se horas de sobreaviso a utilização de celular da empresa, a exigência é o estado de alerta do empregado e a limitação do seu tempo.
Com a nova redação da Súmula 428 do Tribunal Superior do Trabalho, considera-se que se encontra em regime de sobreaviso o empregado que, submetido ao controle patronal por meio de aparelhos como telefone celular, permanece em regime de plantão aguardando a qualquer momento o chamado para o serviço durante o período de descanso.